# AG Weser

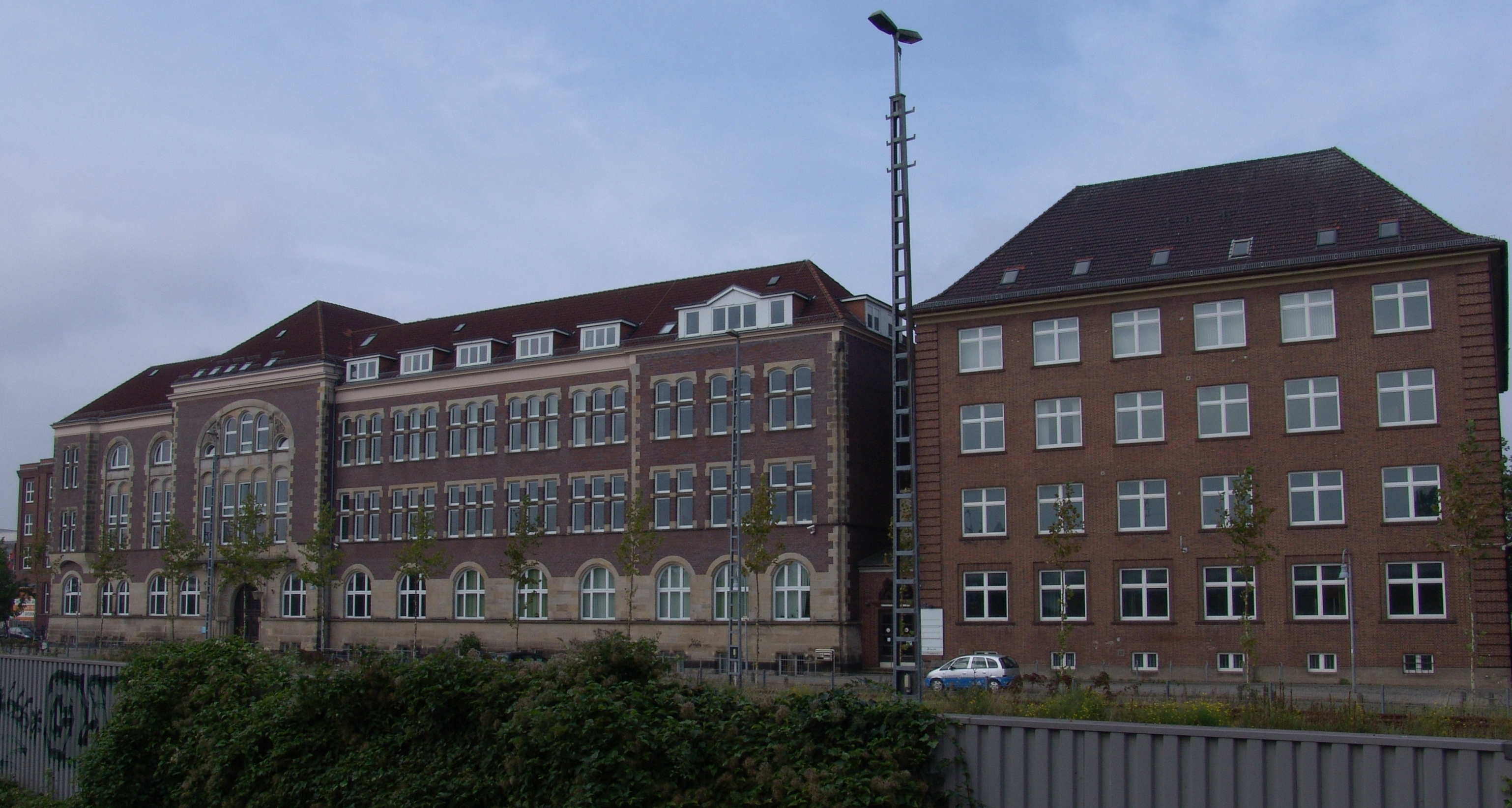
Адміністративний будинок компанії AG «Везер»

AG «Везер» (англ. Aktien-Gesellschaft „Weser") — одна з найбільших німецьких суднобудівних компаній, розташована на берегу річки Везер у Бремені. Компанія була заснована у 1843 році як Eisengiesserei & Maschinenbau-Anstalt Waltjen und Leonhard. У період з 1926 до 1945 року AG «Везер» була лідируючою компанією концерну Deutsche Schiff- und Maschinenbau, конгломератом з восьми суднобудівних німецьких компаній за часів Третього Рейху. Закрита 31 грудня 1983 року у зв'язку з «надлишком суднобудівних потужностей у світі». Всього на верфі було побудовано близько 1400 підводних човнів, кораблів і суден різних класів та типів.